# PlayStation Network
PlayStation Network (PSN) là một dịch vụ giải trí đa phương tiện kỹ thuật số được cung cấp bởi Sony Interactive Entertainment. Ra mắt vào tháng 11 năm 2006, PSN ban đầu được hình thành dành cho máy chơi trò chơi điện tử PlayStation, nhưng nhanh chóng được mở rộng ra bao gồm điện thoại thông minh, máy tính bảng, đầu đĩa Blu-ray và TV độ nét cao. Dịch vụ này là tài khoản dành cho máy chơi game PlayStation, tài khoản có thể lưu trữ trò chơi và các nội dung khác.
Tính đến tháng 4 năm 2016, hơn 110 triệu người dùng đã được ghi nhận, với 106 triệu người trong số đó hoạt động hàng tháng tính đến cuối tháng 3 năm 2022.  Các dịch vụ của PlayStation Network có các tính năng liên quan tới thị trường trực tuyến (PlayStation Store), một dịch vụ đăng ký cao cấp cho các tính năng xã hội và trò chơi nâng cao (PlayStation Plus), phát nhạc trực tuyến (PlayStation Music, dựa trên Spotify) và trước đây có một dịch vụ trò chơi đám mây (PlayStation Now đã được gộp lại vào PlayStation Plus Premium vào tháng 6 năm 2022). Dịch vụ này có sẵn ở 73 vùng lãnh thổ.

## Lịch sử
Ra mắt vào năm 2000, hệ máy thứ hai của Sony là PlayStation 2 có các tính năng trực tuyến thô sơ trong một số trò chơi thông qua mạng trực tuyến của hãng. Nó yêu cầu một bộ điều hợp mạng, được tích hợp như một tiện ích bổ sung cho các mẫu máy đầu tiên và được tích hợp vào phần cứng trên các mẫu máy mỏng. Tuy nhiên, Sony không cung cấp dịch vụ thống nhất cho hệ thống, do đó, hỗ trợ cho các tính năng mạng dành riêng cho từng trò chơi và máy chủ của bên thứ ba, và không có khả năng tương tác của sự hiện diện giữa các trò chơi. Năm năm sau, trong giai đoạn phát triển cho hệ máy thứ ba, PlayStation 3, Sony bày tỏ ý định xây dựng thiết bị dựa trên chức năng của người tiền nhiệm bằng cách tạo ra một dịch vụ kết nối liên kết mới giúp người dùng liên lạc với hệ thống "PlayStation World". Vào tháng 3 năm 2006, Sony chính thức giới thiệu dịch vụ trực tuyến đã được hợp nhất thành một của mình được đặt tên dự kiến là "PlayStation Network Platform". Danh sách các tính năng hỗ trợ đã được công bố tại Tokyo Game Show vào cuối năm đó.
Sony ra mắt dịch vụ đăng ký trả phí không bắt buộc trên dịch vụ PSN miễn phí của mình vào tháng 6 năm 2010. Được gọi là PlayStation Plus, hệ thống cung cấp quyền truy cập vào nội dung độc quyền, trò chơi bổ sung, giảm giá cửa hàng thường xuyên và quyền truy cập sớm vào các trò chơi sắp ra mắt.
Sau một vụ xâm nhập bảo mật, PlayStation Network đã tạm ngừng hoạt động từ ngày 20 tháng 4 năm 2011 và ảnh hưởng đến 77 triệu tài khoản đã đăng ký. Kéo dài 23 ngày, lần ngừng hoạt động này là khoảng thời gian lâu nhất mà PSN đã ngoại tuyến kể từ khi thành lập vào năm 2006. Sony báo cáo rằng dữ liệu người dùng đã bị lấy cắp trong quá trình xâm nhập. Vào tháng 6 năm 2011, Sony đã tung ra chương trình "Chào mừng trở lại" sau khi ngừng hoạt động, cho phép tất cả những người đăng ký PSN đã tham gia trước ngày 20 tháng 4 có thể tải xuống hai tựa game PlayStation 3 miễn phí và hai trò chơi PlayStation Portable miễn phí. Người dùng cũng nhận được 30 ngày dùng miễn phí PlayStation Plus, trong khi những người dùng đã đăng ký trước khi ngừng hoạt động nhận được 60 ngày dùng miễn phí. Sau sự cố gián đoạn, Sony đã thay đổi thỏa thuận cấp phép của PlayStation Network để cấm người dùng nộp đơn kiện và tham gia các vụ kiện tập thể mà không cố gắng giải quyết vấn đề với bên trọng tài trước.
Vào tháng 7 năm 2012, Sony Computer Entertainment thông báo rằng họ đã mua lại dịch vụ phát trực tuyến trò chơi điện tử Gaikai với giá 380 triệu đô la. Việc mua lại sau đó được củng cố thêm khi Sony quyết định mua lại tài sản của đối thủ trong thị trường là OnLive của Gaikai. Tại Triển lãm Điện tử Tiêu dùng vào tháng 1 năm 2014, Sony đã thông báo rằng công nghệ của Gaikai sẽ được sử dụng để tăng thêm sức mạnh cho PlayStation Now; một dịch vụ trò chơi dựa trên đám mây mới cho phép mọi người chơi trò chơi PlayStation trên nhiều thiết bị khác nhau. Trong năm 2014, Sony đã triển khai dịch vụ ở Bắc Mỹ trên PlayStation 3 và PlayStation 4 ở dạng beta như một phương tiện để người dùng kiểm tra hiệu suất và cấu trúc giá cả.
Vào ngày 25 tháng 12 năm 2014, PlayStation Network và Xbox Live bị gián đoạn mạng sau một cuộc tấn công từ chối dịch vụ. Cả hai dịch vụ đều tràn ngập hàng triệu yêu cầu kết nối không xác thực, khiến những người dùng chân chính gặp khó khăn khi kết nối. Chức năng đã được khôi phục vào ngày 26 tháng 12 nhưng một số người dùng vẫn còn gặp trục trặc trong những ngày sau đó. Vào ngày 1 tháng 1 năm 2015, Sony đã thông báo rằng người dùng sẽ được bù đắp cho khoảng thời gian ngừng hoạt động với thời gian gia hạn thêm năm ngày đối với tư cách thành viên PlayStation Plus.
Trước đây PlayStation Network là nơi cung cấp các trò chơi của dịch vụ Sony Entertainment Network lớn hơn nhưng vào năm 2015 nó đã biến thành dịch vụ giải trí hàng đầu của Sony, được hợp nhất với trò chơi là các nội dung âm nhạc, truyền hình và video. Mặc dù cùng chung với gaming nhưng Sony cho biết PlayStation Network đã phát triển để trở thành một "thương hiệu giải trí kỹ thuật số toàn diện". Cái tên SEN vẫn được sử dụng ở một số nơi.

## Thông tin người dùng
Người dùng có thể đăng ký PlayStation Network một cách miễn phí và có thể tạo hai loại tài khoản: Tài khoản chính và Tài khoản phụ. Tài khoản chính cho phép toàn quyền truy cập vào tất cả các cài đặt, bao gồm cả kiểm soát của phụ huynh. Và các tài khoản phụ có thể được tạo sau (ví dụ: có thể tạo tài khoản phụ cho trẻ em) với các hạn chế mong muốn áp đặt lên tài khoản phụ do chủ tài khoản chính đặt ra. Chủ tài khoản phụ có thêm tùy chọn nâng cấp tài khoản của họ khi họ đủ 18 tuổi. Sony khuyến khích người đăng ký sử dụng một email duy nhất và mật khẩu mạnh không liên quan đến các dịch vụ trực tuyến khác.

### Tên dùng trên mạng
ID trực tuyến là tên người dùng của một người trên PlayStation Network. Nó có thể có độ dài từ 3 đến 16 ký tự và bao gồm các chữ cái, số, dấu gạch nối và dấu gạch dưới. ID Trực tuyến của người dùng là trung tâm của hồ sơ PSN của bạn, được hiển thị khi chơi các trò chơi trực tuyến và sử dụng các tính năng mạng khác. Vào tháng 4 năm 2019, Sony đã cho phép người dùng thay đổi ID PSN trực tuyến của họ.
Người dùng có thê tiết lộ tên thật của họ bên cạnh ID Trực tuyến của họ, thêm mô tả cá nhân, hiển thị ảnh hồ sơ hoặc hình đại diện và liệt kê tất cả các ngôn ngữ nói được của mình. Hồ sơ cũng bao gồm bản tóm tắt về cấp độ Chiếc Cúp của người chơi và hoạt động gần đây. Hồ sơ có thể được xem qua giao diện người dùng hoặc trực tuyến thông qua trang web PlayStation.
ID di động là một biểu đồ thông tin nhỏ được sử dụng như một chữ ký khi sử dụng diễn đàn. Biểu đồ hiển thị cấp độ danh hiệu của người dùng và số lượng danh hiệu đã được nhận. Mỗi người dùng có thể đăng nhập vào tài khoản PSN của họ bằng trình duyệt web để truy cập và tùy chỉnh ID di động của họ, sau đó được cấp một URL duy nhất mà họ có thể sao chép và dán để hiển thị ID của họ ở nơi khác trên internet. Một số trang web của bên thứ ba cũng cung cấp biểu đồ tương tự cả dịch vụ miễn phí và trả phí có tính năng cập nhật tự động hoặc để người dùng cập nhật theo cách thủ công.

### Hệ thống Cúp
Cúp là phần thưởng trong trò chơi được trao cho người chơi khi đạt được mục tiêu cụ thể hoặc đạt được các mốc nhất định, chẳng hạn như hoàn thành một cấp độ khó hoặc đánh bại một số lượng kẻ thù nhất định. Có bốn loại danh hiệu khác nhau được trao: cúp đồng, bạc, vàng và bạch kìm tùy thuộc vào độ khó của thành tích, với mỗi phần thưởng nhận được vào hệ thống cấp độ sẽ được hiển thị trong hồ sơ của người chơi. Một Chiếc cúp bạch kim được trao cho người chơi sau khi họ mở khóa tất cả các danh hiệu khác trong trò chơi chính; Tuy nhiên, các trò chơi có kích thước nhỏ hơn thường không có cúp bạch kim. Ngoài ra, mỗi chiếc cúp còn được phân loại theo mức độ phổ biến - phổ biến, hiếm, rất hiếm và cực hiếm - dựa trên tỷ lệ người đã mở khóa nó. Các nhà phát triển có thể chọn ẩn các cúp khác nhau để giá trị và mô tả của chúng không được tiết lộ cho đến khi người dùng nhận được chúng.
Trong một nỗ lực để ngăn chặn gian lận về thời gian nhận được Cúp trong game, PlayStation Network yêu cầu thiết bị phải duy trì cài đặt ngày và giờ chính xác trước khi trò chơi được tải xuống trên phiên bản kỹ thuật số để có thể bắt đầu tải xuống, điều này cũng áp dụng cho hầu hết tất cả phần mềm được phát hành phiên bản vật lý cho PS4 và một số trò chơi phiên bản vật lý nhất định cho PS5. Nếu không có kết nối với PlayStation Network, bảng điều khiển sẽ dựa vào pin CMOS để duy trì ngày và giờ. Nếu bảng điều khiển không thể lấy ngày và giờ chính xác từ PlayStation Network do mất kết nối và khi sạc pin CMOS, trò chơi có thể hiển thị không thể chơi được trên đó, khiến các nhà phê bình chê bai hệ thống khi họ phát hiện ra vấn đề chống gian lận này là một hình thức lúc nào cũng phải luôn bật DRM liên tục và là mối đe dọa đối với việc bảo tồn trò chơi điện tử và gọi nó là bom C (C-bomb), vài tháng sau khi PlayStation 5 ra mắt, Sony tính đến một quyết định gây tranh cãi không kém là đóng cửa PlayStation Store đối với các hệ thống đã ngừng sản xuất trước đó sử dụng nó. Vào cuối tháng 9 năm 2021, Sony đã giải quyết vấn đề bom C cho PS4 bằng bản cập nhật firmware 9.0.0, do đó việc PSN không thể lấy được ngày và giờ chính xác sẽ chỉ vô hiệu hóa tính năng đóng dấu thời gian của các Cúp thay vì chặn khởi động trò chơi. Sony sau đó đã giải quyết vấn đề tương tự cho PlayStation 5 vào tháng 11, cho phép tất cả các trò chơi PS4 và PS5 cả bản vật lý và kỹ thuật số chạy mà không cần xác minh chính xác ngày và giờ từ PSN, ngoại trừ các trò chơi PlayStation Plus yêu cầu xác minh trực tuyến để truy cập chúng.

## PlayStation Plus
PlayStation Plus (PS Plus) là dịch vụ đăng ký theo cấp độ trả phí, cung cấp cho người dùng quyền truy cập vào các tính năng cao cấp. Các tính năng này bao gồm quyền truy cập vào khả năng chơi trực tuyến nhiều người, giảm giá độc quyền trên PlayStation Store, khả năng cho phép tải lên tới 100 GB của các tệp trò chơi đã lưu lên máy chủ PlayStation và tặng cho người dùng ba trò chơi mỗi tháng mà không phải trả thêm phí. Những tính năng này có sẵn cho tất cả người đăng ký và được thêm vào ngay cả ở cấp độ "Cơ bản" (Essential). Bậc "Bổ sung" (Extra) cung cấp quyền truy cập vào danh mục rộng rãi lên đến 400 trò chơi PlayStation 4 và PlayStation 5 và bậc "Cao cấp" (Premium) bổ sung quyền tải xuống các trò chơi PlayStation, PlayStation 2 và PlayStation Portable để chơi, quyền truy cập vào các bản dùng thử giới hạn của một số trò chơi, và ở một số khu vực còn có khả năng phát trực tuyến một số trò chơi PlayStation, PS2, PS4 và PSP trên đám mây. Người dùng có thể chọn giữa thanh toán hàng tháng, hàng quý hoặc hàng năm với mọi cấp độ đăng ký.

### Các trò chơi hàng tháng
Tư cách thành viên của PlayStation Plus cho phép quyền truy cập vào các trò chơi được chọn luân phiên, các lựa đổi tùy theo khu vực của Cửa hàng PlayStation. Các tựa game mới được công bố hàng tháng, có thể tải xuống ngay lập tức hoặc thêm vào thư viện để có thể chơi sau này, trước khi được thay thế bằng tuyển tập các trò chơi mới được . Các thành viên có thể giữ tất cả các trò chơi trong thư viện của họ miễn là họ vẫn là thành viên của PlayStation Plus. Nếu tư cách thành viên của họ hết hiệu lực, những trò chơi này sẽ không thể truy cập được. Sau khi thành viên được gia hạn, trò chơi sẽ được mở khóa trở lại. Vào cuối tháng 6 năm 2020, PS Plus đã thông báo rằng họ sẽ mở rộng số lượng trò chơi có thể chơi miễn phí từ hai lên ba trò chơi nhân kỷ niệm 10 năm thành lập.

### Bộ sưu tập PlayStation Plus
Vào tháng 9 năm 2020, Sony đã thông báo trong buổi giới thiệu thế hệ tiếp theo của mình rằng các thành viên PlayStation Plus mua PlayStation 5 cũng sẽ có quyền truy cập vào bộ sưu tập các trò chơi "định hình nên thế hệ" PlayStation 4. Bộ sưu tập PlayStation Plus bao gồm:
| - Batman: Arkham Knight - Battlefield 1 - Bloodborne - Call of Duty: Black Ops III – Zombies Chronicles Edition - Crash Bandicoot N. Sane Trilogy - Detroit: Become Human - Days Gone | - Fallout 4 - Final Fantasy XV Royal Edition - God of War - Infamous Second Son - The Last Guardian - The Last of Us Remastered - Monster Hunter: World | - Mortal Kombat X - Persona 5 (Bị loại bỏ tháng 5 năm 2022) - Ratchet & Clank - Resident Evil 7: Biohazard - Uncharted 4: A Thief's End - Until Dawn |

### Các cải tiến trong năm 2022
Vào ngày 3 tháng 12 năm 2021, Bloomberg báo cáo rằng Sony đang làm việc để tạo ra một dịch vụ đăng ký mới có tên mã "Spartacus", nó sẽ là sự hợp nhất của các dịch vụ hiện tại của công ty là PlayStation Plus và PlayStation Now, công ty được cho là sẽ giữ thương hiệu Plus. Dịch vụ được báo cáo là bao gồm ba cấp, cấp đầu tiên bao gồm tất cả các lợi ích của PlayStation Plus, cấp thứ hai mở rộng so với cấp đầu tiên bằng cách bao gồm danh mục các tựa game PlayStation 4 và PlayStation 5, và cấp thứ ba mở rộng trên hai cấp đầu tiên bằng cách bao gồm cả các bản demo dưới dạng danh mục trò chơi từ PlayStation, PlayStation 2, PlayStation 3 và PlayStation Portable. Bloomberg tuyên bố dịch vụ này sẽ ra mắt vào đầu năm 2022 và cạnh tranh với dịch vụ Xbox Game Pass của Microsoft.
Dịch vụ PlayStation Plus được cải tiến với mô hình đăng ký ba cấp độ và đã được Sony chính thức xác nhận vào tháng 3 năm 2022 và ra mắt vào tháng 6 năm 2022. Vào ngày 23 tháng 5 năm 2022 dịch vụ ra mắt đầu tiên ở các lãnh thổ châu Á, ngoại trừ Nhật Bản, vào ngày 1 tháng 6 năm 2022 ra mắt tại Nhật Bản, ở Bắc Mỹ vào ngày 13 tháng 6 năm 2022 và ở châu Âu vào ngày 22 tháng 6 năm 2022. Dịch vụ hiện tại trở thành PlayStation Plus Essential, PlayStation Plus Extra và cũng cho phép người dùng truy cập lên đến 400 trò chơi PS4 và PS5 dưới dạng các tựa game có thể tải xuống và phát trực tuyến, PlayStation Plus Premium còn bổ sung thêm chơi trực tuyến qua đám mây lên đến 340 trò chơi từ PlayStation, PS2, PS3 và PSP và tải xuống tất cả trừ các trò chơi PS3. Đối với các thị trường không có PS Now, Sony cung cấp phiên bản Premium khác thay thế có tên PlayStation Plus Deluxe bao gồm các lợi ích của Premium với mức giá chiết  mà không có tính năng phát trực tuyến qua đám mây.
|                                                                 | Essential             | Extra                 | Deluxe                                                                | Premium                                                         |
| --------------------------------------------------------------- | --------------------- | --------------------- | --------------------------------------------------------------------- | --------------------------------------------------------------- |
| Sẵn có                                                          | Tất cả các thị trường | Tất cả các thị trường | Tất cả các thị trường không có tính năng phát trực tuyến trên đám mây | Tất cả các thị trường có tính năng phát trực tuyến trên đám mây |
| Trò chơi hàng tháng (trò chơi PS4 & PS5)                        | Có                    | Có                    | Có                                                                    | Có                                                              |
| Nhiều người chơi trực tuyến                                     | Có                    | Có                    | Có                                                                    | Có                                                              |
| Giảm giá độc quyền                                              | Có                    | Có                    | Có                                                                    | Có                                                              |
| Nội dung độc quyền                                              | Có                    | Có                    | Có                                                                    | Có                                                              |
| Lưu trữ đám mây                                                 | Có                    | Có                    | Có                                                                    | Có                                                              |
| Share Play                                                      | Có                    | Có                    | Có                                                                    | Có                                                              |
| Bộ sưu tập PlayStation Plus (trò chơi PS4) (độc quyền trên PS5) | Có                    | Có                    | Có                                                                    | Có                                                              |
| Trợ giúp trò chơi (độc quyền trên PS5)                          | Có                    | Có                    | Có                                                                    | Có                                                              |
| Danh mục trò chơi (trò chơi PS4 & PS5)                          | Không                 | Có                    | Có                                                                    | Có                                                              |
| Ubisoft+ Classics                                               | Không                 | Có                    | Có                                                                    | Có                                                              |
| Danh mục cổ điển (trò chơi PlayStation, PS2, PS3 và PSP)        | Không                 | Không                 | Có (ngoại trừ trò chơi PS3)                                           | Có (chỉ trò chơi PS3 thông qua phát trực tuyến đám mây)         |
| Thử nghiệm trò chơi (trò chơi PS4 & PS5)                        | Không                 | Không                 | Có                                                                    | Có                                                              |
| Phát trực tuyến qua đám mây (ngoại trừ trò chơi PS5)            | Không                 | Không                 | Không                                                                 | Có                                                              |

## PlayStation Store
PlayStation Store là một cửa hàng đa phương tiện kỹ thuật số cung cấp nhiều loại nội dung có thể tải xuống có cả để mua và miễn phí. Bao gồm các trò chơi phiên bản đầy đủ, trò chơi miễn phí, tiện ích bổ sung, bản demo, nhạc, phim và các chủ đề nền. Cửa hàng chấp nhận tiền tệ vật lý, chuyển khoản PayPal và thẻ mạng trả trước.
PlayStation Network Cards là một dạng tiền điện tử có thể được sử dụng với PlayStation Store. Mỗi thẻ chứa một mã chữ và số có thể được nhập trên PlayStation Network để gửi tín dụng vào ví ảo. Sony đã phát minh ra phương thức thanh toán cho những người không có thẻ tín dụng và chủ sở hữu PlayStation muốn gửi hoặc nhận những thẻ như vậy làm quà tặng. Thẻ được bán qua các nhà bán lẻ trực tuyến, cửa hàng tiện lợi, các ki-ốt điện tử và các máy rút tiền tự động của bưu điện.
Vào năm 2012, Sony đã giới thiệu sáng kiến mua chéo, theo đó một trò chơi có sẵn cho nhiều thiết bị PlayStation chỉ cần được mua một lần. Người chơi tải xuống phiên bản PlayStation 3 của trò chơi có thể chuyển sang phiên bản PlayStation Vita hoặc PlayStation 4 mà không mất thêm phí và ngược lại. Người dùng có quyền truy cập ngay vào các tựa game được hỗ trợ trong thư viện trò chơi kỹ thuật số của họ, ngay cả khi họ nâng cấp lên hệ thống mới nhất. Sáng kiến này sau đó đã được mở rộng để bổ sung hệ máy PlayStation 5.

## PlayStation Blog
PlayStation Blog là một blog chơi game trực tuyến tập trung vào PlayStation, là một phần của PlayStation Network. Ra mắt vào tháng 6 năm 2007, nội dung thông thường bao gồm các thông báo liên quan đến trò chơi, các phỏng vấn của nhà phát triển và cập nhật về cửa hàng. Một trang con của blog có tên PlayStation. Blog Share được ra mắt vào tháng 3 năm 2010 và cho phép người dùng PSN gửi ý tưởng cho nhóm PlayStation về bất cứ điều gì liên quan đến PlayStation cũng như bỏ phiếu cho các ý tưởng của các bài gửi khác.

## Các loạt phim gốc
Bắt đầu từ mùa xuân năm 2015, PlayStation Network bắt đầu sản xuất và phân phối nội dung gốc của riêng họ. Chương trình có kịch bản gốc đầu tiên là Powers, được công chiếu vào ngày 10 tháng 3 năm 2015 và chiếu trong hai mùa toàn vẹn. Tuy nhiên, bộ phim đã bị hủy vào ngày 3 tháng 8 năm 2016.
Vào tháng 6 năm 2017, có thông báo rằng Sony đã khởi động Chương trình các nhà làm phim mới nổi, nơi các thành viên của công chúng có thể gửi quảng cáo chiêu hàng cho loạt phim truyền hình tiềm năng sẽ được phát sóng trên PlayStation Network. Các bài gửi sẽ đến hạn vào ngày 1 tháng 8 năm 2017 và năm trong số các ý tưởng sẽ được chuyển thành các tập thử nghiệm sẽ được cộng đồng PlayStation bình chọn.